# Poosting
Poosting é uma rede social brasileira criada no estado do Ceará em 2025, com foco na liberdade de interação digital, redução da dependência de algoritmos e combate à desinformação. Seu Atual CEO da empresa é Afonso Alcântara e a plataforma permite que usuários publiquem textos, imagens e vídeos, participem de comunidades temáticas, acompanhem conteúdos em um feed cronológico e interajam com métricas alternativas ao modelo tradicional de curtidas e seguidores.

## História
O projeto foi idealizado pelo empreendedor cearense Afonso Alcântara, inicialmente como uma alternativa a redes sociais dominadas por algoritmos que afetam o alcance orgânico e priorizam conteúdos patrocinados. Segundo Alcântara, o objetivo era oferecer uma experiência mais transparente, voltada à liberdade de expressão, mas com mecanismos de moderação e combate à desinformação.
O lançamento ocorreu oficialmente no início de 2025, e rapidamente a plataforma ganhou destaque na mídia regional e nacional. Em poucos meses, a rede atingiu cerca de 130 mil usuários registrados, com uma avaliação de mercado estimada em R$ 6 milhões.

## Financiamento
Em março de 2025, a Poosting foi uma das startups brasileiras selecionadas para o programa internacional Google Cloud for Startups. A iniciativa ofereceu à empresa R$ 1,5 milhão em créditos na nuvem, mentorias, apoio técnico e acesso a ferramentas de inteligência artificial e infraestrutura escalável e com um sistema de monetização diferente,que é a Poosting Ads.
A Poosting Ads é a plataforma de anúncios que está sendo desenvolvida para sustentar o projeto, buscando uma forma de monetização menos intrusiva que as redes sociais tradicionais.
Ela também tem sido destaque em veículos de mídia regionais e nacionais, como o Diário do Nordeste e a Rede Globo.
Em janeiro de 2025, a Poosting recebeu investimentos de R$ 6 milhões de reais.

## Funcionalidades
A plataforma oferece um conjunto de recursos que buscam diferenciar-se de outras redes sociais:
- Feed cronológico: os conteúdos são exibidos na ordem de publicação, sem curadoria algorítmica.
- Sistema de engajamento alternativo: permite que usuários votem positivamente ou negativamente nos posts, sem exibir número de curtidas ou seguidores.
- Comunidades: espaços temáticos inspirados no modelo do antigo Orkut, nos quais os membros podem compartilhar e debater tópicos específicos.
- Ranking de posts: semanalmente, a plataforma apresenta os conteúdos mais relevantes, com base em interações reais.
- Agregador de notícias: integração com fontes jornalísticas verificadas para combater a desinformação.
- Integrações externas: suporte a conteúdos de plataformas como Spotify e YouTube, sem sair do ambiente da Poosting.
- Sistema de mensagens msn: sistema para mandar mensagens aos usuários da rede social,

## Popularidade
Em junho de 2025, a Poosting foi listada como a sexta rede social mais baixada no Android em todo o mundo, superando inclusive o Bluesky. 
Rede social criada por cearense ultrapassa Bluesky em ranking do Android. No ar há 5 meses, a Poosting, rede social criada pelo cearense Afonso Alcântara, ultrapassou a norte-americana Bluesky no ranking de downloads recentes no sistema Android, dentro da categoria de redes sociais.

## Repercussão na mídia
A plataforma foi tema de entrevistas e reportagens em diversos meios de comunicação. Em abril de 2025, o fundador participou do programa Leruaite com Falcão, da TVC-Ceará, Rede Globo no Programa Pequenas Empresas Grandes Negócios onde explicou os princípios da rede e sua proposta de descentralização digital.
Diversas matérias do jornal cearense Diário do Nordeste cobriram a trajetória da Poosting, destacando

## Inteligência Artificial
O Assistente Virtual da Poosting surge como uma forma de facilitar o uso da plataforma e de certa forma tem chamado muita atenção de quem usa o app e de quem ouve falar do app. Ele é uma ferramenta de inteligência artificial pensada para tornar a sua experiência mais fluida e completa. Esse recurso não só tira suas dúvidas sobre como tudo funciona, mas também oferece ideias e sugestões para você criar conteúdos ainda mais interessantes. 
Graças à sua capacidade de entender o que você precisa e de aprender com cada interação, ele oferece uma ajuda personalizada e no momento certo, elevando a maneira como você interage com a Poosting. Isso contribui para um ambiente digital que é ao mesmo tempo mais produtivo e fácil de usar.
Ao oferecer suporte inteligente e personalizado, ele empodera os usuários, permitindo que explorem a plataforma com maior confiança e criatividade. Essa ferramenta não apenas simplifica a navegação e a publicação, mas também reforça o compromisso da Poosting com um ambiente digital onde a informação é transparente e as interações são genuínas, contribuindo para uma comunidade mais engajada e informada.
- Rede social criada por cearense alcança 130 mil usuários e já vale R$ 6 milhões[7]
- Rede social criada por cearense ultrapassa Bluesky em ranking do Android[6]
- Poosting: rede social cearense alcança 130 mil usuários, afirmam donos[2]
- CE: Rede social já tem 130 mil usuários e vale R$ 6 milhões[5]
- Google investe em rede social criada no Ceará[8]
- Cearense cria rede social e atrai a atenção de empresas do Vale do Silício[9]